# Železo krvácí
Železo krvácí – album czeskiej grupy muzycznej Stíny Plamenů. Wydawnictwo ukazało się 1 maja 2005 roku nakładem wytwórni muzycznej Barbarian Wrath w limitowany nakładzie 666 ręcznie numerowanych sztuk.	

## Lista utworów
Opracowano na podstawie materiału źródłowego.
1. Prach pro prach - 05:37
2. Zelezo krvácí - 06:17
3. Images Of Brickwork Sewers - 04:17
4. Tajemství sedi a rzi - 04:18
5. Zdroj a pravda - 07:19
6. Rány zrady - 04:04
7. Lord Zentisrof - 07:16
8. Zuřivý monolog Syna Poklopů (zničení vodárny) - (teledysk)

## Twórcy
- Lord Morbivod - wokal, gitara elektryczna, gitara basowa
- Lord Egon - gitara elektryczna
- Lord Sheafraidh - perkusja